# Michel Tatu
Michel Tatu (Lyon, 17 de abril de 1933 - Le Port-Marly, 18 de novembro de 2012), foi um jornalista francês.

## Biografia

### Estudos
De 1950 a 1951, foi aluno do Lycée Ampère, em Lyon. De 1951 a 1954 foi aluno da HEC Paris. Em 1965, estudou Kremlinologia no Instituto de Assuntos Comunistas da Universidade Columbia, em Nova Iorque.

### Carreira
De 1957 a 1964, foi correspondente em Moscovo do jornal Le Monde e, de 1966 a 1969, correspondente para a Europa de Leste do jornal Le Monde. Até 1971 foi editor diplomático e depois, de 1971 a 1977, chefe do serviço estrangeiro do jornal Le Monde. De 1977 a 1980 foi correspondente do jornal Le Monde em Washington. De 1980 a 1994, foi editor editorial do jornal Le Monde, depois moderador do fórum Le Monde na Compuserve e, finalmente, desde a sua abertura, do site Monde.fr.
Falava inglês, alemão e russo.
Faleceu a 18 de novembro de 2012 em Port-Marly, aos 79 anos.

## Publicações
- Le Pouvoir en URSS, 1966
- L’hérésie impossible, 1968
- Le Triangle Washington-Moscow-Pékin et les deux Europe, 1972
- La Bataille des euromissiles, 1983
- Eux et nous - Les relations Est-Ouest entre deux détentes, 1985
- Gorbatchev : L'URSS va-t-elle changer ?, 1987
- Le Frère rouge, 1990
- Ben Laden et le 20ème siècle, 2002
- Le réveil du poisson-chat, 2009